# 蚕台县
蚕台县，西汉古县名。
汉武帝元封三年（前108年），平定卫氏朝鲜，设四郡，置蚕台县，治所在今韓國江原道襄阳北。蚕台县属于临屯郡。汉昭帝始元五年（前82年），废除临屯郡，蚕台县改属乐浪郡。汉平帝元始二年（2年），蚕台县作为岭东七县由乐浪东部都尉管理。东汉光武帝建武六年（30年），放弃岭东七县，废蚕台县，地入秽貊。